# Валч
Валч (пољ. Wałcz) је град у Пољској у Војводству Западно Поморје у Повјату валческом. Према попису становништва из 2011. у граду је живело 26.435 становника.
.

## Становништво
Према прелиминарним подацима са пописа, у граду је 2011. живело 26.435 становника.
| 2002.  | 2011.  | 2012.  |
| ------ | ------ | ------ |
| 26.476 | 26.435 | 26.417 |

## Партнерски градови
- Верне
- Бад Есен
- Демин
- Кириц